# Rhuis
Rhuis település Franciaországban, Oise megyében. Lakosainak száma 134 fő (2022. január 1.). Rhuis Longueil-Sainte-Marie, Pontpoint, Roberval, Verberie és Villeneuve-sur-Verberie községekkel határos.

## Népesség
A település népessége az elmúlt években az alábbi módon változott:
| Lakosok száma | 141  | 141  | 148  | 140  | 138  | 136  | 134  | 130  | 134  |
|               | 2013 | 2015 | 2016 | 2017 | 2018 | 2019 | 2020 | 2021 | 2022 |